# Park Spoor Noord
Park Spoor Noord is een landschapspark gelegen in de wijk Dam-Schijnpoort, district Antwerpen in de gelijknamige stad Antwerpen dat werd aangelegd op de terreinen van het voormalige rangeerstation "Antwerpen Dam" van de NMBS.

## Voorgeschiedenis
Tot de aanleg van het spoorwegemplacement in 1873 bevonden zich op het huidige Park Spoor Noord het fort van Dambrugge (later fort Pereyra genoemd) en de Lunet Stuivenberg (later Fort Carnot genoemd). Het oude spoorwegemplacement was een terrein van 24 hectare (1,6 km lang) dat een wig vormde tussen de wijken Dam, Stuivenberg en Seefhoek. Een eeuw lang werden er op deze industriële site talloze treinstellen geparkeerd, locomotieven onderhouden en hersteld. Ook kregen de spoorarbeiders hier hun opleiding. De NMBS zette zijn laatste activiteiten stop in 2001. Het depot verhuisde naar de huidige site Antwerpen-Noord.
In 1998 werd het gebied op het gewestplan ingekleurd als ‘zone voor stedelijke ontwikkeling’ en de stad besliste een deel van het terrein als park te bestemmen. Die beslissing kon aanvankelijk op heel wat scepticisme rekenen, enerzijds omdat het rangeerstation er al zo lang lag en men het zo gewoon was dat men niet meer zag wat voor een mistoestand deze plek geworden was, anderzijds speelde ook de negatieve reputatie van de aanliggende buurten een rol en betwijfelde men het nut van een park. Een bewonersenquête in die buurten toonde echter de wens naar groen en ruimte aan gezien de extreme dichtheid: slechts een op de acht huizen beschikt over een buitenruimte.
Om het economisch rendabel te maken werd de kop Spoor Noord langs de Leien voorbehouden voor stedelijke ontwikkeling. In ruil om de kosten van de sanering op zich te nemen kreeg de NMBS een oppervlakte van 192.000 m² aan bouwrechten. Om zo veel mogelijk park over te houden werd deze vooral met hoogbouw gerealiseerd. Zodoende zou het park een respectabele 18 hectare groot zijn. Het terrein waar het park zou komen werd door de NMBS voor een symbolische som van 1 euro aan de stad overgedragen.
In 2005 werd begonnen met de aanleg van het park dat ontworpen werd door Studio Associato Secchi-Viganò - de studio van de Italiaanse ontwerpers Bernardo Secchi en Paola Viganò -, in samenwerking met Meertens & Steffens, Buro Kromwijk en Iris Consulting. In 2008 werd het westelijke deel geopend, in de zomer van 2009 opende ook het oostelijke deel. Het park en vormt een van de meest geslaagde voorbeelden van moderne stadsontwikkeling en werd een instant succes. In de zomer komen er duizenden mensen bijeen.

## Park

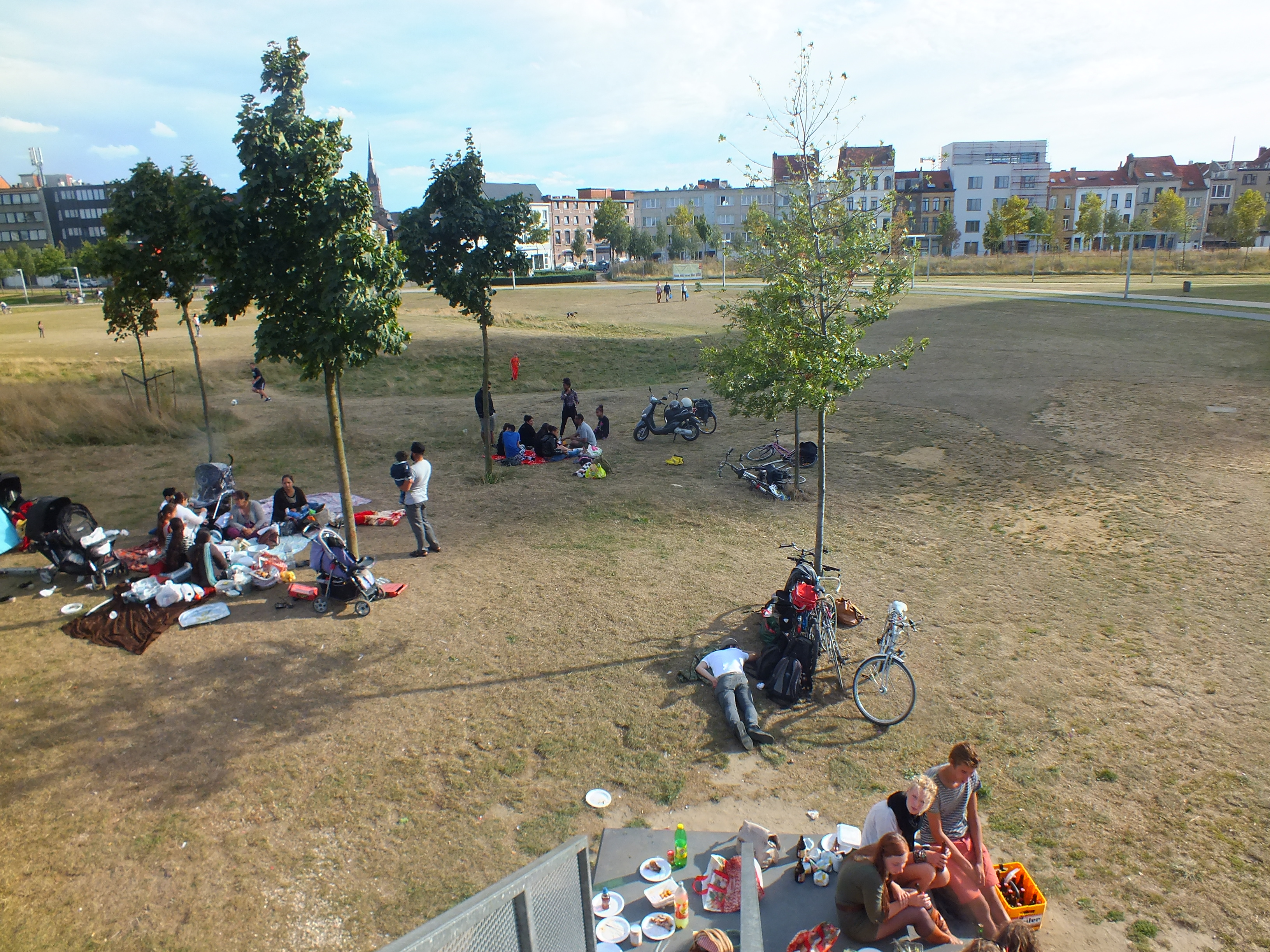

Het park is geen park in de traditionele zin, want er staan amper bomen, een bewuste keuze om het onveiligheidsgevoel te beperken. Park Spoor Noord is vooral één grote groene weide, met speelvoorzieningen voor de jeugd, twee fonteinen, een skatepark, fiets- en wandelvoorzieningen, etc. In het oostelijk deel ligt de klemtoon op sportvoorzieningen, zoals pingpongtafels, basketbalvelden e.d.m. Tevens worden in het park allerhande voorstellingen georganiseerd, onder meer in de Cargo-Loods, een van spoorweggebouwen die werden behouden. In augustus 2010 werd er het elfde jeugdcentrum van de Stad Antwerpen geopend. De omschrijving van Studio Secchi-Viganò luidt als volgt:
" ‘Een park voor de eenentwintigste eeuw’ was de slogan voor de ontwerpwedstrijd die in 2002 werd gehouden voor het park Spoor Noord. Het project dat wij voorstelden, heeft enkele ambities en doelen: binnen de idee van een Renovatio Urbis is het Park Spoor Noord zo bedacht dat het een belangrijk stedelijk effect kan hebben niet enkel op het verlaten spoorwegterrein, maar ook op de buurten rond het park en op de stad zelf. De verschillende rollen die het park kan spelen zijn vervat in het motto: “dorpen en metropool”: een park voor de hele stad, belangrijk voor de metropolitane regio en daarbuiten, een park voor de dagelijkse praktijken van de buurt.
Ons voornaamste idee is dat het park een sociale ruimte is, een vrije ruimte, die de inwoners de kans geeft ervaringen op te doen en actief te zijn.
De belangrijkste eigenschap van het park Spoor Noord is zijn dimensie: een wijd en eenvoudig ontworpen grasveld doorkruist met paden die de verschillende buurten met elkaar en met het park verbinden. Tuinen, sportvelden, doorzichtige bossen bieden plaats aan verschillende formele en informele sociale praktijken en definiëren meervoudige atmosferen."
Het skatepark is voornamelijk gericht op de subdisciplines bowl- en pool-skaten, waardoor het voor de Antwerpse skaters een ideale aanvulling is op het ‘street’-gerichte skatepark in het Stadspark.
Het project werd in 2009 bekroond met de Thuis in de Stad, een prijs van de Vlaamse Overheid voor innoverende projecten, Prijs Bouwheer 2009 van de Vlaamse Bouwmeester en de Europese UDiTE Knowledge sharing award in de categorie 'Environmental Well-Being'. De komst van het park heeft een positieve invloed op de aantrekkelijkheid van de aanpalende wijk, met een stijging van de woningprijzen tot gevolg.
De 'kop' van Spoor Noord dat een stedelijke climax geeft aan het metropole park, is nu in volle ontwikkeling en vormt de schakel naar de Schelde en de dokken. Het bestaat uit twee schoolcampussen. Een kenmerk is de hoogbouw: een glazen kantoortoren van 60 meter hoog en twee woontorens (Lichttoren en Parktoren) van 75 en 78 meter hoog. Deze torens vormen samen met de "London Tower" aan de overkant van de Italiëlei en de toekomstige torens aan de andere zijde van het viaduct Noorderlaan een mini hoogbouwcluster.

## Referenties

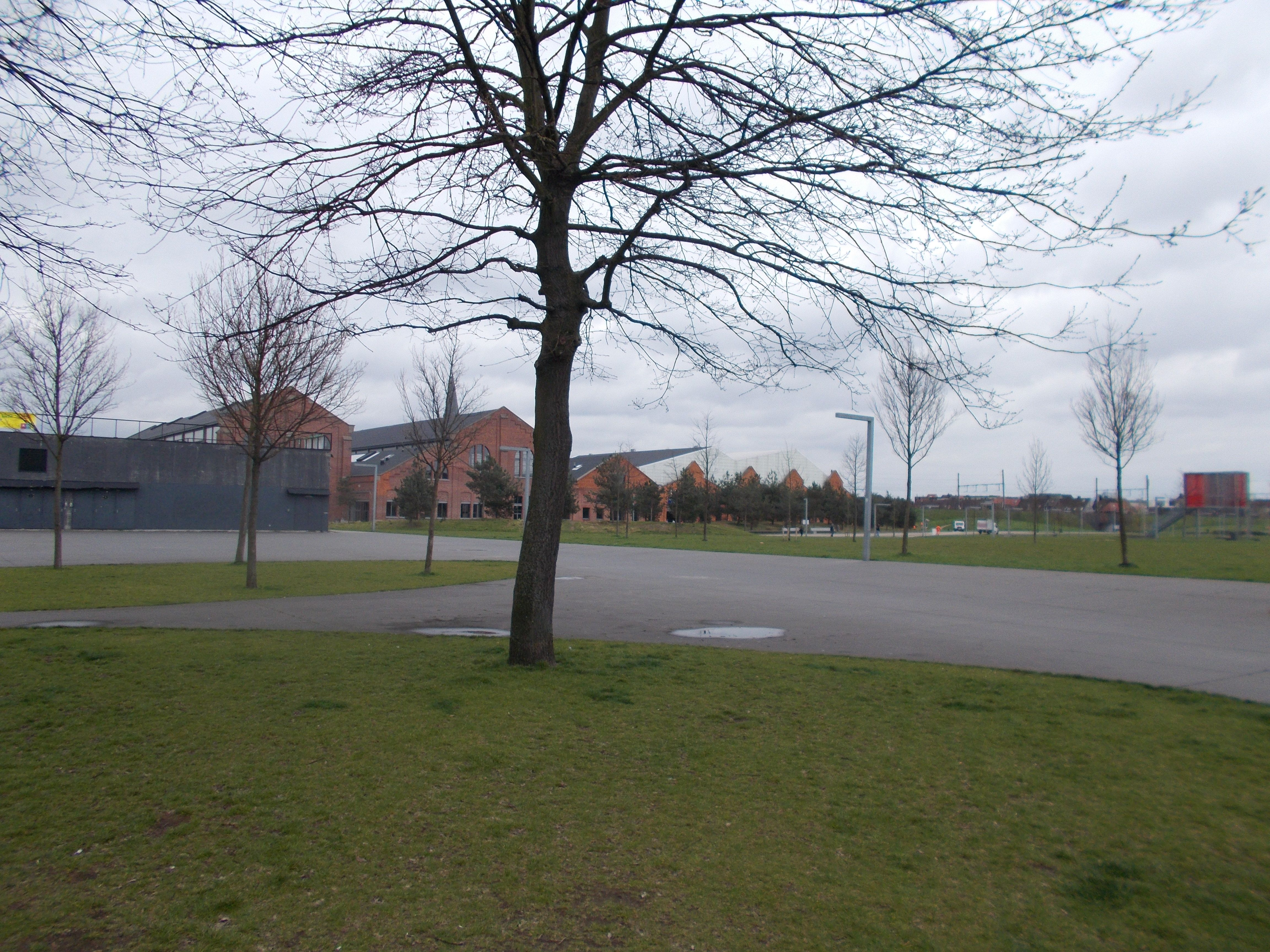
Jonge aanplant
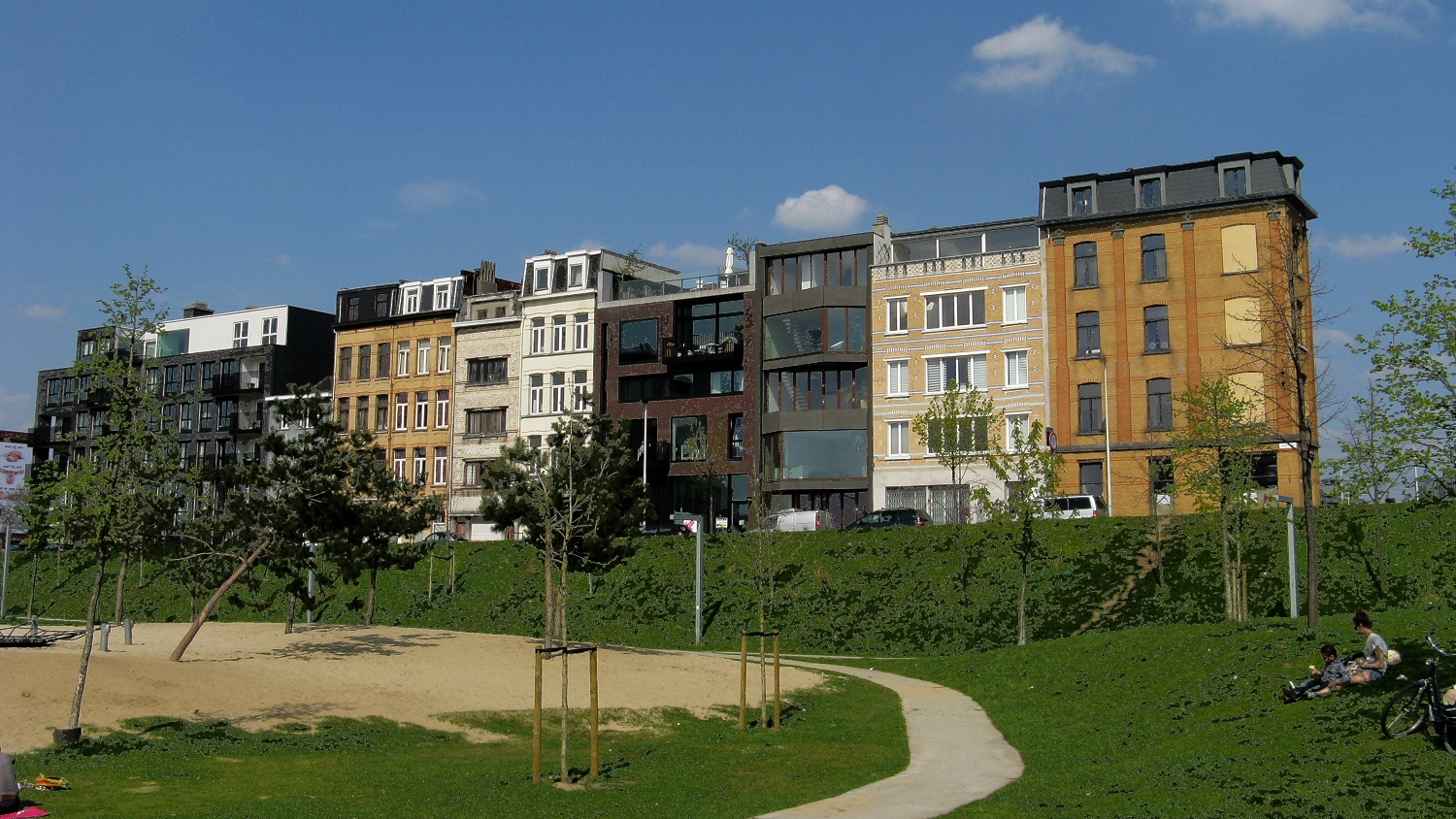
Buurthuizen
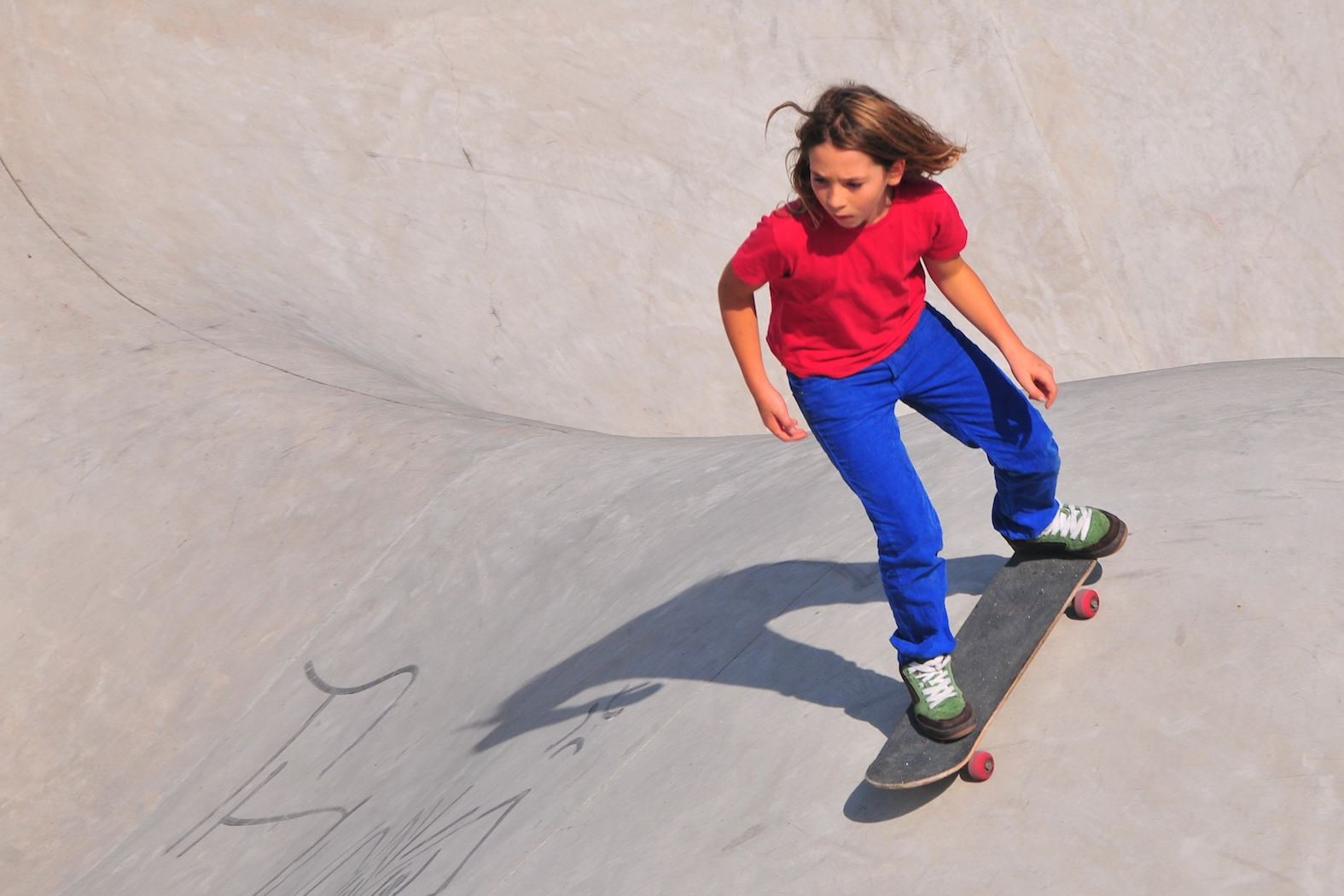
skatebaan
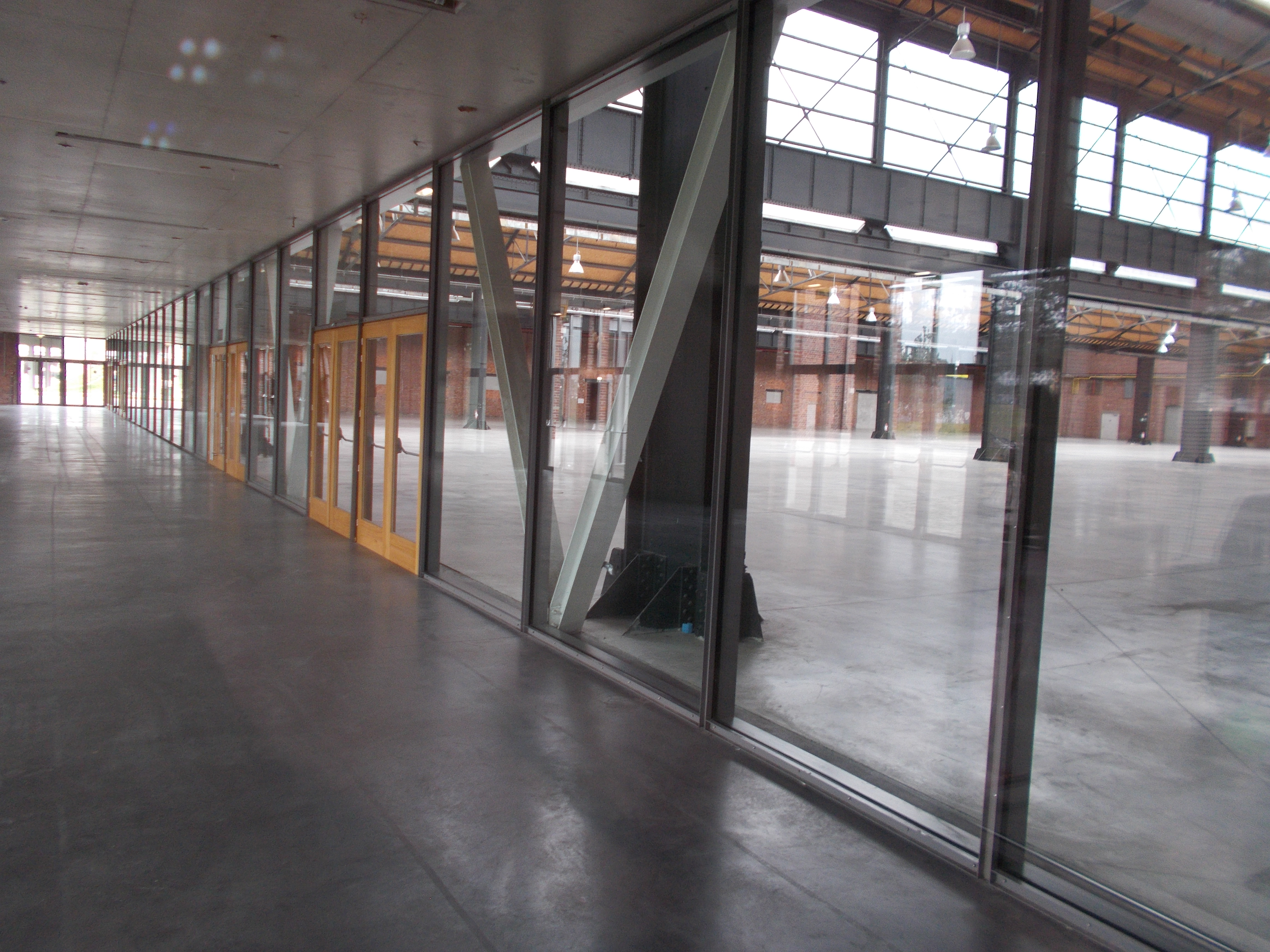
Sporthal